# Edad Moderna de los Cómics
La Edad Moderna de los Cómics es un nombre informal de un periodo de la historia del cómic estadounidense cuya duración abarca desde el último lustro de los años 80 hasta la actualidad. Durante este periodo, los personajes de cómic se han convertido, en general, en más oscuros y psicológicamente complejos, los creadores de cómics han alcanzado una mayor notoriedad y han sido muy activos en la transformación de la industria, los cómics independientes han florecido, y las grandes editoriales han adquirido mayor potencia comercial.
A este periodo también se le denomina la Edad Oscura de los Cómics, debido a la popularidad e influencia artística de los títulos de carácter más siniestro, tales como Batman: El regreso del Caballero Oscuro y Watchmen.

## Desarrollo
Dado que el periodo que comprende la Edad Moderna de los Cómics no está bien definido, y en algunos casos es objeto de disputa entre los aficionados y profesionales, la historia de la misma está constantemente abierta al debate. Las influencias de la Edad de Bronce de los Cómics se superponen con el nacimiento y primeros pasos de la Edad Moderna. El trabajo de creadores como John Byrne (Alpha Flight, Los Cuatro Fantásticos), Chris Claremont (Puño de Hierro, La Imposible Patrulla-X), y Frank Miller (Daredevil) alcanzó su cénit en la Edad de Bronce, pero su impacto fue crucial en la Edad Moderna. La Imposible Patrulla-X es el ejemplo definitivo de este impacto, ya que personajes de la Edad de Bronce marcadamente oscuros como Lobezno y Dientes de Sable tendrían una gran influencia en el Universo Marvel a partir de los años 80.
Para DC, Crisis en Tierras Infinitas es el puente que une las dos épocas. Como resultado de esta serie limitada, fueron canceladas las series The Flash (en su número 350), Superman (en el número 423), y Wonder Woman (en el número 329). El Universo DC post-Crisis tendría a Wally West como nuevo Flash (en una serie inicialmente escrita por Mike Baron), a John Byrne creando una serie sobre un reimaginado Superman completamente nueva, y a George Pérez trabajando en una nueva serie de Wonder Woman. Estos autores aportaron a estos personajes icónicos un carácter más complejo y realista que el que tenían antes de Crisis. Batman, por su parte, sería re maginado como un personaje más oscuro en el arco argumental Batman: Año Uno, que se convertiría en una de las historias sobre el Hombre Murciélago más exitosas jamás publicadas, muy influyente en la película Batman Begins, y que tendría una adaptación animada, estrenada en 2011.
Según un orden cronológico desde el principio de la tendencia, a continuación se resumen los acontecimientos importantes que marcaron el desarrollo de la Edad Moderna de los Cómics, muchos de los cuales están interrelacionados:

### Ascensión de las editoriales independientes
Durante los últimos años 70, algunos creadores prestigiosos empezaron a trabajar para editoriales independientes (distintas de Marvel o DC) de nueva creación. El nombramiento de Jim Shooter como redactor jefe de Marvel Comics provocó la salida de creadores clave de la editorial, como Steve Gerber, Marv Wolfman, y otros. En estas nuevas compañías (Pacific, Eclipse, First), los artistas tenían libertad para crear historias muy personales. Títulos como Jon Sable Freelance, de Mike Grell, American Flagg!, de Howard Chaykin, Nexus, de Mike Baron y Steve Rude, Rocketeer, de Dave Stevens, y GrimJack, de John Ostrander, atrajeron una atención considerable y consiguieron varios premios. Estos creadores fueron contratados por DC, gracias al editor Mike Gold, para crear trabajos definitorios de la Edad Moderna, como Green Arrow: El cazador acecha, por Grell, Blackhawk, The Shadow y Twilight, de Chaykin (el último dibujado por José Luis García-López), y Hawkworld, de Timothy Truman. Para el experto en cómics Scott McCloud, este periodo llegó a su cénit gracias al trabajo de finales de los 80 y primeros de los 90 de Alan Moore y Frank Miller, así como con la publicación de Maus, de Art Spiegelman  (que ganaría el Premio Pulitzer).

### Éxito de la fantasía y el terror
La Comics Code Authority se estableció en 1954, y especificó que ningún cómic podía contener las palabras "horror" o "terror" en sus títulos. Esto llevó a que EC Comics abandonara su línea de cómics de terror. Editoriales como Dell y Gold Key sí que continuaron publicando una línea de cómics de terror y "misterio" durante los primeros años 60, enmarcados en la Edad de Plata de los Cómics, y Charlton mantuvo una trayectoria editorial continuada publicando esos géneros durante esa época. Durante los últimos años 60, se produjo una suavización gradual de los estándares de la organización, lo que llevó al restablecimiento de títulos de terror por Marvel y DC. Desde este momento, la evolución del género no casa claramente con las fases transicionales, dominadas por el género superheroico, que son habitualmente utilizadas para demarcar las diferentes edades de los cómics. Las antologías de cómics de terror publicadas durante los años 70 fueron continuistas con el estilo establecido durante los últimos años 60, y sus patrones creativos perduraron hasta los años 80, cuando fueron radicalmente transformadas en nuevos formatos, muchos de los cuales estaban muy influenciados por, o reimprimían directamente, títulos anteriores al establecimiento del Código, publicados originalmente durante los primeros años 50.
Con la publicación del rompedor trabajo de Alan Moore en La Cosa del Pantano, a principios de los años 80, los cómics de terror empezaron a incorporar elementos de la ciencia ficción y la fantasía, y comenzaron a aspirar a nuevos estándares artísticos. Como ejemplos, cabe mencionar The Sandman, de Neil Gaiman, Animal Man, de Grant Morrison, o la serie Hellblazer. El éxito de estos títulos, de un carácter marcadamente oscuro y adulto, llevó a la creación por parte de DC Comics de la línea Vertigo, bajo el liderazgo editorial de Karen Berger, en 1993, con el objetivo de especializarse en el género. Los títulos antes mencionados, junto a otros como La Patrulla Condenada y Shade, el Hombre Cambiante, fueron absorbidos por esta nueva línea. Otros títulos se crearon posteriormente para ésta (entre los cuales destacan Predicador, Transmetropolitan, Fábulas, Lucifer, Y: El Último Hombre, Los Invisibles y otros), y Vertigo ha continuado con éxito hasta la actualidad (abarcando otros géneros, como la serie negra - 100 Balas, Blanco Humano-).
A partir de los años 90 y durante las primeras décadas del siglo XXI, se han estrenado varias adaptaciones al cine exitosas de cómics, en parte gracias a las mejoras producidas en la tecnología de efectos especiales, que han ayudado a expandir el público del medio, atrayendo la atención de muchos nuevos lectores, que previamente no habían estado interesados en los cómics. Esto ha llevado asimismo a que se hayan adaptado a la gran pantalla cómics publicados por la línea Vertigo menos conocidos por el gran público, en películas como Constantine o Los Perdedores.

### Ascensión de los antihéroes
A finales de los años 70, los antihéroes de Marvel como Lobezno, Punisher, y la versión más oscura de Daredevil concebida por Frank Miller, empezaron a cuestionar la concepción previa del superhéroe como un alegre humanitario. Miller también creó a Elektra, quien rompió la barrera existente entre interés amoroso y villana.
Dos miniseries muy influyentes, publicadas por DC Comics, confirmaron y definieron la tendencia: Batman: El regreso del Caballero oscuro, también de Frank Miller, y Watchmen, de Alan Moore y Dave Gibbons, ambas dotadas de una gran profundidad psicológica y protagonizadas por héroes con deficiencias evidentes.
A finales de los años 80. DC publicó varios títulos orientados a un público más maduro, como The Question, Hellblazer, La Cosa del Pantano, y Lobo. Protagonizadas por personajes de moralidad ambigua, como el cínico John Constantine y el violento Lobo, las series tenían una gran cantidad de violencia gráfica y contenido adulto, que las diferenciaba de otros títulos publicados por la editorial. DC separó más tarde estos títulos mediante la creación de la línea Vertigo, cuyas historias se encontraban fuera de la continuidad del Universo DC convencional.
A principios de los años 90, los antihéroes se habían convertido en la norma más que en la excepción (con excepciones, también deconstructivistas, notables, como La Liga de la Justicia Internacional de Keith Giffen y J. M. DeMatteis, enmarcada en el género de la comedia), y entre los personajes más populares se encontraban Cable, Deadpool y Veneno, de Marvel Comics, y Spawn, publicado por Image.
La tendencia de crear personajes con más profundidad psicológica y menos arquetípicos también afectó a los supervillanos. Por ejemplo, el Joker, el némesis de Batman, fue retratado menos como un criminal maligno y más como un psicópata mentalmente enfermo que no puede controlar sus acciones; el devora planetas Galactus, publicado por Marvel, se convirtió en una fuerza de la naturaleza sin maldad inherente en sus acciones, y el archivillano de la Patrulla-X, Magneto, pasó a ser más benigno y empático al ser retratado como un hombre que lucha por su pueblo oprimido, aunque por medios a menudo inaceptables.

### La "Invasión británica" y la creación deVertigo
Ver también: Vértigo (DC Comics)
El término "Invasión británica de los cómics" se refiere a un grupo de guionistas británicos que adquirieron notoriedad a finales de los años 80 y a principios de los 90 al trabajar en la industria del cómic norteamericano. El movimiento se asocia fundamentalmente a Alan Moore, Neil Gaiman, Grant Morrison, y Peter Milligan, todos ellos guionistas que habían trabajado previamente en la revista británica 2000 AD y que serían posteriormente contratados por DC Comics. Estos guionistas impactaron en la industria al mostrar una sensibildad radicalmente diferente a la existente entre los guionistas estadounidenses del momento.
Los guionistas pertenecientes a la "invasión británica" se caracterizan por tener una sensibilidad más acentuada por el lenguaje, por narrar historias de un carácter más adulto, y por transformar. deconstruir y escapar del género superheroico. La "invasión" llevó a DC Comics a crear la línea Vertigo, con el objetivo de atraer a los lectores interesados por el contenido de las historias de estos guionistas. En consecuencia, DC Comics abandonó el uso del Comics Code en sus publicaciones.
Antes del inicio de la "Invasión británica", DC Comics había contratado a diversos artistas británicos (tan pronto como desde 1980). Brian Bolland fue pionero en esta tendencia, dibujando la exitosa Camelot 3000 (1982-1985). Posteriormente, Dave Gibbons, Brendan McCarthy, Glenn Fabry, Steve Dillon, y Philip Bond, entre otros, se le unirían en su aventura americana.
La eclosión de la "Invasión británica" en sí misma suele fecharse tras el éxito de Alan Moore en su etapa en La Cosa del Pantano y en la miniserie Watchmen. Tras la salida de Moore de la editorial por disputas sobre los derechos de autor de sus publicaciones, la editora Karen Berger contrató a muchos guionistas prometedores provenientes del Reino Unido: Jamie Delano, a quien se le encargó escribir el spin-off de La Cosa del Pantano Hellblazer; protagonizada por el inglés John Constantine; Neil Gaiman y Dave McKean, que colaboraron en la miniserie Orquídea negra, así como en la galardonada y exitosa Sandman; Peter Milligan, que escribió una nueva serie protagonizada por Shade, el hombre cambiante; y el guionista escocés Grant Morrison, que actualizó al personaje Animal Man en una nueva serie. Ellos constituirían la llamada segunda ola de la "Invasión inglesa" (siendo la primera la protagonizada por el propio Moore, junto a guionistas como John Wagner y Alan Grant, que pasaron a escribir Detective Comics a mediados de los años 80 tras crear y popularizar al Juez Dredd). Durante los años 90, otros escritores británicos empezarían a trabajar para la editorial, convirtiéndose en las terceras y subsiguientes olas de la Invasión: entre ellos, Mark Millar, Warren Ellis, Garth Ennis, Paul Jenkins y Mike Carey.
Si bien algunos guionistas británicos, como Chris Claremont (nacido en Inglaterra, pero residente en EE. UU. durante toda su edad adulta) ya habían trabajado para editoriales norteamericanas antes de Alan Moore, no se les suele asociar a la invasión, dado que no comparten las características estilísticas de esta última: entre ellas, su gran sensibilidad por el lenguaje. Antes de la "Invasión Británica",  los guionistas de cómics americanos eran conocidos como grandes argumentistas pero mediocres escritores, dado que el texto de sus guiones se subordinaba, por lo general (el trabajo de Steve Gerber sería una excepción notable) al argumento y la narración. Con su trabajo en La Cosa del Pantano, Alan Moore revolucionó el cómic norteamericano a través de su "diálogo preciso y naturalista". Otra característica de la "Invasión Británica" fue su deconstrucción del género superheroico, así como el abandono del mismo para centrarse en otro tipo de géneros (fundamentalmente el terror, el "thriller" político, la ciencia ficción y la fantasía): autores como Grant Morrison y Mark Millar han supuesto una excepción a esta tendencia.

### Desarrollo de la franquicia de la Patrulla-X
A mediados de los años 80, La Imposible Patrulla-X se había convertido en el cómic más popular de la industria. Marvel decidió aprovecharse de este éxito creando una serie de spin-offs, como Los Nuevos Mutantes (que más tarde se convertirían en Fuerza-X), Factor X, Excalibur, y una serie protagonizada por Lobezno en solitario. Durante los años 90, se añadieron muchos nuevos miembros al grupo, como Cable y Bishop.
El éxito de los mutantes culminó a mediados de los años 90, cuando Marvel llegó a publicar más de una docena de títulos relacionados con la franquicia, tanto regulares como series limitadas. Desde 1986 hasta 1999, al menos una vez al año se publicaron cross-overs que unían a casi todos los títulos mutantes durante dos o tres meses. Estos eventos solían provocar un repunte en ventas.
Este boom en las ventas resultó en una gran cantidad de mercadotecnia, como figuras de acción, videojuegos y cartas coleccionables. Este éxito se produjo gracias en gran parte a la serie de dibujos animados X-Men, que se estrenó en 1992 y atrajo a la serie a muchos jóvenes aficionados.
El éxito de ventas empezó a declinar a finales de los años 90, debido al derrumbe del mercado especulador y su efecto en la industria. Marvel se declaró en bancarrota en 1996, y, como resultado, redujo las dimensiones de todas sus franquicias, incluyendo los títulos mutantes. Varios títulos fueron cancelados, y la publicación de series limitadas se redujo drásticamente, así como de mercadotecnia relacionada.
A principios de los años 2000, el éxito de la franquicia cinematográfica X-Men provocó que las series de cómics protagonizadas por los miembros de La Patrulla X se mantuviera a un buen nivel de ventas, y resultó en una presencia de mercado considerable en productos distintos a los cómics. En 1999-2000, se estrenó una nueva serie de animación, X-Men: Evolution, y se desarrollaron nuevos juguetes con buenas ventas, a partir del estreno de X-Men (2000). Asimismo, el éxito de la película llevó al lanzamiento de Ultimate X-Men, la cual, como el resto de la línea Ultimate, pretendía iniciar la franquicia de X-Men de nuevo, en una continuidad diferente del Universo Marvel convencional, con elementos más pretendidamente realistas. Dentro de esta última continuidad, Grant Morrison lanzó la serie Nuevos X-Men, con un nivel de calidad y complejidad sustancialmente más elevado a la existente desde los tiempos de Claremont. El potenciamiento de la línea mutante continuó después de la marcha de Morrison mediante la contratación de pesos pesados de la industria, como Joss Whedon, Warren Ellis, Mark Millar, Ed Brubaker o Mike Carey, para tomar las riendas de diversos títulos relacionados con los mutantes, durante la primera década del siglo XXI.
Sin embargo, la constitución de Marvel Studios y la adquisición de Marvel por Disney en 2010 llevó a una potenciación de las publicaciones de cómics con personajes cuyos derechos cinematográficos son propiedad de Marvel (fundamentalmente, todos los personajes relacionados con los Vengadores). En consecuencia, durante los últimos años, los aficionados (y profesionales de la industria como el propio Claremont) han emitido quejas repetidas por la aparente desidia con la que colecciones como Patrulla-X o Los Cuatro Fantásticos (cuyos derechos de explotación cinematográfica son titularidad de Fox) han sido tratadas, pese a las negativas emitidas en este aspecto por el equipo editorial. A título de ejemplo, se suele citar la salida de Jason Aaron y Brian Michael Bendis de las colecciones mutantes (para escribir Doctor Extraño y Iron Man, dos personajes con derechos propiedad de Marvel Studios), siendo sustituidos por otros guionistas de menos peso específico, o la cancelación de la histórica serie protagonizada por los Cuatro Fantásticos.

#### Efecto en otros cómics
Muchas series intentaron imitar el modelo de la franquicia mutante. Marvel y DC expandieron propiedades populares, como Batman, Superman, Punisher o Spider-Man mediante la creación de series derivadas durante el último lustro de los años 80. Como los títulos relacionados con la Patrulla X, algunos de estos spin-offs resaltaron un concepto o personajes secundarios de la serie madre, mientras que otros simplemente eran series adicionales protagonizadas por un personaje popular. En otra similitud con la franquicia mutante, estas franquicias contenían cross-overs de periodicidad regular, en los que un mismo arco argumental se desarrollaba en todos los títulos de la franquicia durante varios meses.
En relación con la sobre posición de arcos argumentales, las historias de Superman desde 1991 a 2000 se publicaban semanalmente. Para poder tener un total seguimiento de los mismos, se debían comprar Superman, Adventures of Superman, Action Comics, y Superman: The Man of Steel (y eventualmente, Superman: The Man of Tomorrow). Si un coleccionista sólo compraba Action Comics, sólo podría leer un 25% de la historia.

### Actualizaciones y reinicios de los universos ficticios
Como complemento a la creación de esas franquicias, se integró el concepto del rediseño de los personajes. El impacto de Crisis en Tierras Infinitas fue el primer ejemplo, ya que Supergirl murió en el número 7, y la encarnación más famosa de Flash (Barry Allen) murió en el número 8. Específicamente, Barry Allen representó el principio de la Edad de Plata de los Cómics y su muerte tuvo un gran impacto en su momento.
Crisis en Tierras Infinitas tuvo una importancia capital al ser un intento titánico de simplificar el Universo DC (en aquella época, una amalgama caótica de personajes y continuidades, reflejada en la existencia de un multiverso), e inauguró una tendencia (muy presente en los grandes eventos superheroicos desde entonces) de reiniciar los universos compartidos de las grandes editoriales cada cinco o diez años, de manera más o menos radical. Con todo, Crisis sigue siendo el intento más rotundo y duradero de realizar dichos "reboots", que a menudo desembocaron en que los orígenes de los personajes se reescribieran. Estas reinvenciones podían consistir en reconfigurar por completo los orígenes de los personajes, o en simplemente introducir y/o matar o sacar de la continuidad varios elementos importantes o menores de un universo. Crisis en Tierras Infinitas resultó en el lanzamiento de varios arcos argumentales que reestablecían explícitamennte los orígenes de los personajes, como Batman: Año Uno, Superman: El hombre de acero, y Wonder Woman: Dioses y Mortales. Un ejemplo de los cambios a menor escala es Green Arrow: El Cazador acecha, que no recontaba el origen de Green Arrow, sino simplemente cambiaba el tono de las historias (que pasó a ser más oscuro y violento) y algunos elementos del presente, dejando el pasado en su mayor parte intacto. Esta tendencia de reinvenciones, que a menudo consiste en nuevas miniseries y varios spin-offs en títulos establecidos, ha continuado durante décadas, más predominantemente en DC que en Marvel. Así, los años 90 supusieron, en DC, la muerte de Superman y que Batman se quedase paralítico, en 1993. Los únicos cambios duraderos para los grandes personajes de la editorial fueron la sustitución de Barry Allen por Wally West como Flash y de Hal Jordan por Kyle Rayner como Green Lantern, siendo los últimos ejemplos, en DC, la publicación de New 52 en 2011 y de DC Comics Rebirth en 2016, y, en Marvel, Secret Wars en 2015 y, en menor medida, Civil War II en 2016. 
Secret Wars, publicada por Marvel Comics en 1985, tuvo un impacto más limitado: se utilizó fundamentalmente para crear alguna serie de corta vida y para otorgar un nuevo traje negro a Spider-Man, que acabaría desembocando en la creación del personaje Veneno. El cambio del uniforme de Spider-Man despertó un gran interés en el mercado especulador, lo que llevó a otros cambios para personajes Marvel en los 80. Iron Man pasó a tener una armadura roja y plateada; el Capitán América sería despedido y renacido con el nombre de El Capitán, llevando un traje negro; el Increíble Hulk revertiría a su color de piel original (gris), y los Vengadores pasarían a tener una nueva alineación, integrada por Reed y Sue Richards, de los Cuatro Fantásticos. Durante la década, Lobezno pasaría a tener un traje marrón y amarillo, Thor sería reemplazado por Thunderstrike, Ángel se convertiría en el oscuro Arcángel tras servir como uno de los jinetes de Apocalipsis, y muchos otros personajes de Marvel tendrían una completa reestructuración de su imagen. Los cambios a Spider-Man, Thor, Capitán América, Iron Man, Lobezno y muchos otros personajes de la Marvel serían revertidos durante los primeros años 90.

### Image Comicsy disputas por los derechos de autor
Ver también: Image Comics
A mediados de los años 80, el artista Jack Kirby, cocreador de muchos de los personajes más populares de Marvel, entró en una disputa con la editorial sobre la desaparición de páginas originales de arte de algunos de sus títulos más famosos. Alan Moore, Frank Miller, y muchos otros artistas contemporáneos abogaron a favor de Kirby.
A principios de los años 90, estos acontecimientos, así como la influencia de propuestas por parte de editoriales independientes, ayudaron a inspirar a varios artistas bajo nómina de Marvel a formar su propia compañía: Image Comics, que serviría como ejemplo prominente de los cómics cuyos derechos eran propiedad de sus autores (anteriormente, en 1988, Alan Moore ya había abandonado DC por motivos similares, para formar, junto a Stephen R. Bissette, Spiderbaby Grafix). Artistas como Jim Lee, Rob Liefeld y Todd McFarlane, extremadamente populares, junto a otros creadores, crearon Image Comics en 1992, una marca bajo la que existían varias compañías autónomas propiedad de los autores. Los títulos de Image, como WildC.A.T.s, Gen¹³, Witchblade y especialmente Spawn, de McFarlane, supusieron una dura competencia para Marvel y DC. 
Image fue también blanco de críticas: por un lado, su estilo, marcado por las "splash pages", figuras hipermusculadas e historias casi inexistentes es juzgado hoy en día como mediocre; por otro, la baja calidad de loo títulos, junto a la publicación de portadas alternativas y otros elementos para coleccionistas, fue decisiva en la crisis de la industria de mediados de los años 90, causada por la implosión del mercado especulador.
Con todo, muchos creadores populares siguieron el liderazgo de Image e intentaron utilizar su poder de convocatoria para lanzar sus propias series, sobre las que tendrían derechos de explotación y control editorial. Chris Claremont, famoso por su larga etapa al frente de los títulos protagonizados por la Patrulla X, creó Sovereign Seven para DC; Joe Madureira, también popular por La Imposible Patrulla X, publicó Battle Chasers para WildStorm Productions; y Kurt Busiek, Alex Ross, y Brent Anderson crearon Astro City para Image. Asimismo, poco después DC Comics lanzó la línea Vertigo, que permitía a los artistas mantener sus derechos de autor sobre las creaciones para la línea.
En los últimos años, Image ha ido abandonando su estilo marcadamente comercial para centrarse en producciones de prestigiMo, galardonadas con diversos premios, como Saga, Prophet y Paletos cabrones.

### Milestone Comicsy la diversidad racial
En 1993, una coalición de historietistas afroamericanos fundaron Milestone Comics, sobre la creencia de que las minorías estaban infrarrepresentadas en los cómics de superhéroes. Algunos de los cómics más conocidos de la compañía son Static, sobre un adolescente negro, que se convirtió en el personaje franquicia de la editorial, Hardware, un ejemplo de afrofuturismo, Icon, sobre un alienígena que se parece a un afroamericano, y Blood Syndicate, una serie sobre un grupo multicultural de superhéroes. Todos estos títulos fueron cocreados por Dwayne McDuffie. En 1997, el Universo Milestone se fusionó con el Universo DC.

### Ascenso y caída del mercado especulador
Ver también: Coleccionismo de historietas
A finales de los años 80, los cómics importantes, como la primera aparición de un personaje clásico o el primer número de una serie larga, se vendían por miles de dólares. Los periódicos importantes publicaron informes asegurando que los cómics eran buenas inversiones financieras y pronto los coleccionistas empezaron a comprar masivas cantidades de cómics que pensaban serían valiosos en el futuro.
Las editoriales respondieron fabricando elementos para coleccionistas, como cartas coleccionables, y ediciones limitadas de determinados números con portadas especiales o alternativas. Los primeros números de las series de Marvel X-Force, X-Men vol. 2, y Spider-Man se convirtieron en los primeros y más notorios ejemplos de esta tendencia. Otra tendencia que emergió en esta época fue la publicación de portadas estampadas en papel de aluminio. El primer cómic de Marvel con una portada de este estilo fue el número 50 del tercer volumen de Silver Surfer (junio de 1991). También se publicó una portada fosforescente para el número 15 del tercer volumen de Ghost Rider. Esto llevó a un boom del mercado, en el que las tiendas de cómics y las editoriales tuvieron grandes beneficios, y muchas compañías, grandes y pequeñas, expandieron sus líneas de publicación. Image Comics en particular adquirió notoriedad por esto, y muchos números 1 de sus series tenían portadas alternativas, un amplio uso de las portadas estampadas y otros guiños para coleccionistas.
Esta tendencia no se limitó a los cómics, sino que se extendió a la mercadotecnia, como juguetes (en particular, la fabricación de series limitadas de figuras de acción), cartas, cromos y otros elementos, cuyo valor, supuestamente, se apreciaría en el futuro. McFarlane Toys fue importante en este campo, ya que creó muchas variaciones de sus juguetes de alta calidad, muchos de los cuales eran personajes principales o invitados ocasionales en la serie Spawn.
Pero pocas de estas nuevas series poseían la suficiente calidad artística, y muchos de los elementos que se lanzaron no llegaron a revalorizarse, a menudo debido a las grandes tiradas, que los convirtieron en habituales. El mercado especulador empezó a colapsarse en el verano de 1993, después de que el número 1 de Turok (vendido sin variaciones de portadas) tuviese unas ventas muy malas, y que el regreso de Superman en el número 500 de Adventures of Superman vendiera menos que su muerte en el número 75 de Superman, algo que los especuladores y los vendedores no esperaban. Las editoriales empezaron a esperar una contracción y el director de ventas de Marvel UK, Lou Marks, manifestó el 29 de septiembre que los vendedores decían que simplemente "no había suficiente espacio para todos los cómics que se realizaban". El derrumbe resultante devastó a la industria: las ventas se derrumbaron, cientos de tiendas cerraron y muchas editoriales disminuyeron en tamaño o se disolvieron. Marvel hizo una decisión errónea, al comprar Heroes World Distribution para utilizarla como distribuidor exclusivo, lo que resultó en graves problemas de distribución para la editorial y que las otras grandes editoriales hicieran acuerdos de distribución en exclusiva con otras compañías. Esto llevó a que Diamond Comic Distributors Inc. se convirtiera en el único distribuidor de cómics en Norteamérica. En 1996, Marvel Comics, la compañía más grande de la industria y con grandes beneficios sólo tres años antes, se declaró en quiebra.
Este derrumbe también marcó la caída relativa de las grandes franquicias, familias de títulos interconectados que conllevaban un gran gasto en mercadotecnia. Tanto el número de títulos como la mercadotecnia relacionada sufrieron un gran retroceso tras la crisis. Desde entonces, varias franquicias han vuelto a ganar prominencia, ya sea por el éxito de las adaptaciones cinematográficas (X-Men a principios del siglo XXI y los Vengadores en la actualidad por Marvel, o Batman y Superman por DC), series de TV (Arrow, Supergirl, Flash, las series de Marvel en Netflix) o series animadas (Justice League, Justice League Unlimited, y Teen Titans).

### Marvel KnightsyUltimate Marvel
Ver también: Marvel Knights y Ultimate Marvel
La difícil situación en la que se encontraba Marvel tras la crisis del mercado especulador llevó a la editorial a intentar reinventarse. Si bien, en un principio y mediante la línea "Heroes return", intentó atraer a los lectores históricos de la editorial mediante la recuperación de sus patrones estilísticos de los años 70 y 80, que resultaron en un aire marcadamente "retro" (y donde destacan títulos como Vengadores de Kurt Busiek y George Pérez o Thor, de Dan Jurgens), el punto que creativa (y también comercialmente) marcó la recuperación de Marvel fue la cada vez mayor asunción de poder decisorio por parte de Joe Quesada durante el periodo 1998-2005, periodo en el que se crearon dos líneas de publicación, Marvel Knights y Ultimate Marvel, que supusieron la atracción de grandes talentos a la Casa de las Ideas y la configuración definitiva de sus colecciones para el siglo XXI. El impacto de estas medidas no se ha limitado al campo de los cómics, ya que ha tenido una influencia capital en el lanzamiento del Universo Cinematográfico Marvel.
En 1998, Marvel Comics, que había caído en bancarrota debido a la crisis del mercado especulador, pidió a Joe Quesada, junto a Jimmy Palmiotti, que trabajase para la editorial en exclusiva, a través de su sello Event Comics, para producir cuatro títulos, que serían publicados por Marvel: Pantera Negra, Punisher, Daredevil e Inhumanos. Como editor de Marvel Knights, Quesada aprovechó el perfil bajo de estos personajes para experimentar con estos títulos, mediante una narración más adulta y menos sometida a los rigores de la continuidad superheroica. Para ello, contrató a autores provenientes del cómic independiente y de las líneas Vértigo y Wildstorm, de DC Comics, como David W. Mack, Mike Oeming, Brian Michael Bendis, Garth Ennis, Steve Dillon y Mark Millar. El propio Quesada dibujó una historia de Daredevil escrita por el director de cine Kevin Smith. Marvel Knights, especializada en historias contenidas, sin el bagaje de la continuidad, y en altos valores de producción, tuvo un gran éxito, y causó el nombramiento de Quesada como redactor jefe de Marvel en 2000. La línea, por su parte, dejó de publicar series regulares en 2006, para ser completamente absorbida por la continuidad de Marvel en 2013.
Una de las primeras decisiones que Quesada tomó como redactor jefe de Marvel fue la creación de la línea Ultimate. Tras el éxito de la película X-Men (2000), Quesada y el entonces presidente de Marvel, Bill Jemas, vieron esto como una oportunidad para atraer a nuevos lectores a los cómics Marvel. Para ello, reformularon los orígenes de los personajes más importantes de la editorial, con una sensibilidad más moderna, en línea con la presentación de la Patrulla X realizada en la película de Bryan Singer. Este universo (llamado Universo Ultimate) no estaría sometido a los rigores de la continuidad propia del Universo Marvel convencional; los personajes que aparecían en la línea serían distintos de los que protagonizaban las series regulares de la compañía; vivirían en un universo separado, y no interactuarían con éstos. En consecuencia, estos personajes tendrían distintas personalidades y, en la mayoría de los casos, serían más jóvenes que sus contrapartidas convencionales. Para la realización de la línea, Quesada contrató a sus grandes colaboradores de la época de Marvel Knights: Brian Michael Bendis y Mark Millar, a los que posteriormente se les unirían guionistas como Warren Ellis y Brian K. Vaughan.
La línea Ultimate empezó en 2000 con la publicación de Ultimate Spider-Man (escrita por Bendis y dibujada por Mark Bagley), seguida por Ultimate X-Men en 2001, The Ultimates en 2002 (ambas escritas por Millar), y Ultimate Fantastic Four en 2004 (escrita en un primer momento por Bendis y Millar, y posteriormente por Warren Ellis). El éxito, tanto comercial como crítico, de las series fue tal que, a partir de 2004, Bendis y Millar empezaron a escribir las colecciones estrella de la editorial, a las que trasladaron el tono adulto y más arraigado en la realidad propio de la línea Ultimate. En particular, Bendis (y el propio Millar en series como Lobezno, Civil War o Los Cuatro Fantásticos) empezaría a transformar el Universo Marvel en una larguísima etapa en Los Vengadores, que comenzó con el arco argumental Vengadores desunidos. La estancia de Bendis en la colección abarcaría casi una década y marcaría la trayectoria de toda la editorial (con la importantísima colaboración de otros autores, como Ed Brubaker, autor de una aclamada -y también larga- etapa en Capitán América).
Desgraciadamente, esa aplicación de los patrones del Universo Ultimate al Universo Marvel convencional causó el inicio de una lenta pero progresiva decadencia de Ultimate Marvel. La línea, tras la marcha de sus padres creativos (sólo Bendis se mantuvo en la línea hasta su fin) sufrió una creciente caída en la calidad creativa (salvo excepciones), lo cual desembocó a su vez en una fuerte caída en sus ventas. Ello causó la cancelación de la línea en 2014.
Con todo, el legado de Ultimate Marvel acabó por trascender al propio medio: más allá de la revolución de los cómics de la propia editorial, muchas adaptaciones cinematográficas de los cómics de la Marvel beben directamente de las versiones de los personajes creadas por la línea: a título de ejemplo, Ultimate Spider-Man resultó ser una influencia capital en todas las adaptaciones cinematográficas del personaje realizadas desde 2002, año de estreno de Spider-Man, de Sam Raimi; las versiones de Tony Stark y de Nick Furia creadas por Mark Millar en The Ultimates han marcado las versiones de dichos personajes en el Universo Cinematográfico Marvel; y la última película de Los Cuatro Fantásticos, dirigida por Josh Trank, se basa directamente en las páginas de Ultimate Fantastic Four.

### Ascensión de los tomos recopilatorios
Aunque las ventas de cómics se desplomaron a finales de los años 90 y principios de la década de 2000, las ventas de los tomos recopilatorios aumentaron. Adicionalmente, el formato de publicación adquirió prestigio como forma de literatura, lo que llevó a que fuese cada vez más habitual encontrarlos en librerías y bibliotecas.
Algunas series se salvaron de la cancelación exclusivamente debido a las buenas ventas de sus tomos recopilatorios. Los arcos argumentales de muchos de los cómics más populares hoy en día se construyen para su edición en dicho formato, cuyas ediciones se ponen casi inmediatamente a la venta tras la finalización del arco argumental respectivo. De hecho, esta focalización en la edición de tomos recopilatorios ha desembocado en un nuevo tipo de escritura de guiones, llamado informalmente como "narración descomprimida" ("decompressed storytelling"), puesto de moda por autores como Brian Michael Bendis. Bendis, como otros guionistas, escribe los argumentos de sus historias con los tomos recopilatorios en mente, estructurando historias que duran desde cuatro a 12 episodios, que pueden leerse como una novela gráfica unitaria. En consecuencia, los tomos recopilatorios se clasifican a menudo por volúmenes, lo que les lleva a tener un cierto carácter serializado. 
La popularidad de los tomos recopilatorios ha resultado en que también se reimprima material más antiguo, incluyendo cómics de la Edad Dorada y la Edad de Plata de los Cómics, tanto por parte de DC (en la línea "Showcase presents") como Marvel (en la línea "Essential Marvel"). 

### Éxito comercial de los creadores de cómics
Los creadores de cómics han gozado de prestigio entre los aficionados al medio desde, como mínimo, los años 30 y 40 (autores como Will Eisner, Alex Raymond y Harold Foster fueron pioneros en este sentido). Sin embargo, nunca habían tenido ese prestigio al nivel del público general. No fue hasta finales de los años 80, con el éxito multitudinario de cómics como Maus, Watchmen y Batman: El regreso del Caballero Oscuro, que determinados creadores (Art Spiegelman, Alan Moore, Frank Miller) empezaron a ser verdaderamente conocidos y a protagonizar reseñas en periódicos de gran tirada. A los autores arriba mencionados se les sumó pronto Neil Gaiman, quien, tras iniciar su carrera en el cómic, pasaría a ser un escritor de novelas de éxito. Posteriormente, Miller pasaría a ser guionista y director de películas de Hollywood, incluyendo adaptaciones de sus propios cómics (Sin City, Sin City: A dame to kill for, The Spirit). El vínculo entre los creadores de cómics y el cine no se quedó ahí: una nueva generación de directores (entre los que se encuentran Quentin Tarantino, Robert Rodríguez, Christopher Nolan, Ben Affleck, Darren Aronofsky y Zach Snyder, entre otros) manifestaron su apreciación por el trabajo de autores de cómics, y la influencia decisiva de éstos en su propio trabajo.
En sentido contrario, a partir de los años 90, varios guionistas, directores y productores de cine han empezado a involucrarse en la creación de cómics: a título de ejemplo, J. Michael Straczynski, creador de Babylon 5, fue contratado por Marvel para escribir The Amazing Spider-Man y, más tarde, Joss Whedon, creador de Buffy Cazavampiros y Firefly (y entusiasta de los cómics desde niño), escribió Astonishing X-Men y Runaways, entre otros (antes de dar el salto definitivo al estrellato como director de cine con una adaptación de un cómic, Los Vengadores). Kevin Smith, conocido director independiente de películas como Clerks, Dogma o Persiguiendo a Amy, ha escrito varios cómics sobre Batman, Green Arrow y Daredevil, y es un confeso fan del medio. Richard Donner, director de Superman: The Movie, se convirtió en guionista de Action Comics en 2006, junto a su antiguo ayudante (y guionista de cómics profesional) Geoff Johns. Paul Dini, productor y guionista de Batman: La Serie Animada y Superman: La Serie Animada, empezó a escribir para DC en 1994 en proyectos especiales, y se convirtió en el guionista regular de Detective Comics en 2006. Bob Gale, guionista de Regreso al Futuro, ha sido guionista de Batman (creando la famosa saga "Tierra de Nadie") y Daredevil.
Asimismo, novelistas de prestigio como Michael Chabon, ganador del Premio Pulitzer por Las asombrosas aventuras de Kavalier y Clay, ha escrito cómics para DC y Dark Horse. El novelista Brad Meltzer creó la controvertida Crisis de Identidad, así como guiones para Green Arrow y Liga de la Justicia de América.
En los últimos años, con el éxito de las películas basadas en cómics de superhéroes, algunos profesionales de la industria, como Mark Millar o Geoff Johns, se han convertido en altos ejecutivos de grandes productoras de Hollywood (en Fox y DC Entertainment, respectivamente). Otros creadores de cómics, como Ed Brubaker y Jeph Loeb, han pasado a tener posiciones de responsabilidad en producciones televisivas de prestigio, como Perdidos, las series de Marvel producidas por Netflix, o Westworld.

### Influencia delmangay delanime
A partir de mediados de los años 80, varios cómics japoneses (denominados manga) empezaron a traducirse al inglés y a introducirse en el mercado americano. Eclipse Comics empezó a publicar estos cómics a gran escala, con títulos como Area 88, Legend of Kamui, y Mai the Psychic Girl. Junto a Comico y Eternity Comics,  que adaptaron la serie de dibujos animados (anime) Robotech, otras compañías publicarían cómics al estilo manga, como Ninja High School (de Ben Dunn) y Samurai ( de Barry Blair). Dark Horse Comics publicó varias traducciones de manga durante los años 90. El sello Epic Comics, de Marvel, hizo lo propio con el famoso manga Akira, de Katsuhiro Otomo. En la actualidad, la mayoría de los manga publicados en Estados Unidos son distribuidos por filiales de editoriales japoneses, propietarias del material original, como Kodansha, Shogakukan o Bandai. Si bien en un principio los manga se presentaron en Estados Unidos en el formato de cómic tradicional, desde entonces la publicación de manga en su edición japonesa se ha convertido en lo común. En algunos casos, los cómics se presentan en su forma original (dibujados para ser leídos de derecha a izquierda). Tokyopop fue la primera editorial en contratar a autores no japoneses para realizar manga en inglés (Original English-language manga- OEL). Los OEL son cómics escritos por autores no japoneses que directamente emulan el estilo manga, tanto en sus guiones como en sus dibujos, y que identifican el producto resultante abiertamente como manga.